# Théodore Steeg

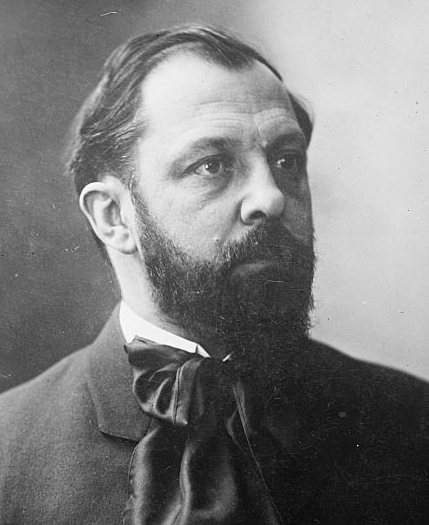
Théodore Steeg

Jules Joseph Théodore Steeg (* 19. Dezember 1868 in Libourne, Département Gironde; † 19. Dezember 1950 in Paris) war ein französischer Politiker der Parti radical. Er war von Dezember 1930 bis Januar 1931 Premierminister Frankreichs und zuvor mehrmals Bildungsminister (zwischen 1911 und 1917) sowie Innenminister (zwischen 1912 und 1921). Als Kolonialpolitiker war er von 1921 bis 1925 Generalgouverneur von Algerien und anschließend bis 1929 Generalresident im französischen Protektorat Marokko.

## Leben
Steeg, ein Sohn des evangelischen Pfarrers und späteren republikanischen Politikers Jules Steeg (1836–1898), besuchte das Collège in seiner Geburtsstadt Libourne und dann das renommierte Lycée Henri IV in Paris. Er studierte in Paris Rechtswissenschaft und Lettres und arbeitete ab 1892 als Lehrer, zunächst an der privaten École Alsacienne. Mit der Agrégation (Staatsprüfung für das höhere Lehramt) im Fach Philosophie, die er 1895 als Jahrgangsbester bestand, wurde er in den Staatsdienst aufgenommen. Vor seinem Wechsel in die Politik unterrichtete er zuletzt am Lycée Charlemagne. 
Bei einer Nachwahl wurde er 1904 als radikalsozialistischer Abgeordneter für das 14. Pariser Arrondissement in die Abgeordnetenkammer gewählt und 1906 und 1910 wieder gewählt. Neben seinem Mandat arbeitete er ab 1905 als Rechtsanwalt in Paris. In der Zeit von 1911 bis 1930 war Steeg mehrfach Regierungsmitglied und leitete mehrfach das Bildungs-, Innen- und Justizministerium. Von 1914 bis 1940 gehörte er dem französischen Senat an, wo er das Département Seine (in dem Paris lag) vertrat. 
In den Jahren von Juli 1921 bis 1925 war er Generalgouverneur von Algerien. Danach bekleidete er vom 4. Oktober 1925 bis zum 1. Januar 1929 in Französisch-Marokko das Amt des Generalresidenten. Steeg war vom 13. Dezember 1930 bis 22. Januar 1931 als Président du Conseil französischer Regierungschef. Sein Kabinett bestand aus einer breiten Koalition der linken und der rechten Mitte (Concentration républicaine), die von gemäßigten Sozialisten (PRS und PSF) bis zur rechtsliberalen AD reichte. Sein Vorgänger war André Tardieu, sein Nachfolger Pierre Laval. 
Steeg gehörte lange dem Kolonialausschuss des Senats an und war von 1934 bis 1937 dessen Vorsitzender. In der Zeit der linken Volksfrontregierung war er Anfang 1938 für wenige Monate Kolonialminister und dann kurz Ministre d’État (einer der höchstrangigen Minister) im Kabinett Blum II. Bei der Abstimmung über die Bevollmächtigung Philippe Pétains 1940 enthielt er sich der Stimme. Nach dem Zweiten Weltkrieg wurde er 1945 zum Parteivorsitzenden der Radikalen Partei gewählt, zog sich jedoch bald darauf von der Politik zurück.
Steeg wurde als Ritter der Ehrenlegion ausgezeichnet.